# Abel Ferreira (Fußballspieler)
Abel Fernando Moreira Ferreira (* 22. Dezember 1978 in Penafiel), auch Abel genannt, ist ein portugiesischer Fußballtrainer und ehemaliger Fußballspieler, der seit Oktober 2020 Cheftrainer von Palmeiras São Paulo ist. Als aktiver Spieler stand er bei Sporting Lissabon, FC Penafiel, Vitória Guimarães sowie Sporting Braga unter Vertrag.

## Karriere

### Spieler
Abel Ferreira entstammt der Jugendakademie des FC Penafiels. Hier spielte er von 1989 bis 1997 in diversen Jugendmannschaften des Vereins. Vor der Saison 2000/01 wechselte er zu Vitória Guimarães in die Primeira Liga. Am 15. Oktober 2000 (7. Spieltag) debütierte er schließlich für die erste Mannschaft in der höchsten portugiesischen Spielklasse, als er gegen den FC Porto über die vollen 90 Minuten auf dem Platz stehen durfte. Bei einem 1:1-Unentschieden gegen den SC Farense schoss er Mitte Januar (17. Spieltag) sein erstes Tor im Profibereich. Später im Spiel sah er auch noch seine erste rote Karte im Profifußball. In seiner gesamten ersten Spielzeit auf professioneller Ebene lief er 19 Mal in der Liga auf und schoss zwei Tore als rechter Außenverteidiger. Zur Saison 2001/02 wurde er absoluter Stammspieler auf Vitórias rechter Abwehrseite. Er spielte in jener Saison 27 von 34 möglichen Partien in der Liga. Die Saison darauf lief vergleichsweise schlechter für Ferreira. Er kam nur in 14 Partien zum Einsatz und war oft nur auf der Bank. Er blieb allerdings bei Guimarães und lief in der Folgesaison 18 Mal in der Meisterschaft auf.
Daraufhin wechselte er im Sommer 2004 zum Spitzenteam Sporting Braga, die in der Vorsaison Fünfter wurden. Hier war er absolut gesetzt und spielte direkt am ersten Spieltag über die volle Spieldauer für seinen neuen Verein. Zweieinhalb Wochen später spielte er das erste Mal auf internationaler Ebene. Er spielte 90 Minuten in der ersten Runde des UEFA-Pokals gegen den schottischen Verein Heart of Midlothian, gegen den man in Hin- und Rückspiel scheiterte. Wettbewerbsübergreifend kam Ferreira 34 Mal für Braga in der damaligen Saison zum Einsatz. Auch in der Folgesaison war er dort gesetzt, schied jedoch mit seinem Team erneut in der ersten Runde des UEFA-Pokals aus.
Im Januar 2006 wechselte er zunächst auf Leihbasis bis zum Ende der Saison zu Sporting Lissabon, die bereits 23 Mal die Liga gewannen. Auch hier war er gesetzt und kam im Pokal mit seiner Mannschaft bis ins Halbfinale des Pokals; in der Liga wurde man Zweiter hinter dem FC Porto. Nach dieser halben Saison wurde Ferreira fest verpflichtet. In der Folgesaison spielte er das erste Mal Champions-League-Fußball, als er direkt im ersten Gruppenspiel gegen Inter Mailand in der Startelf stand und sein Team 1:0 gewann. Dennoch war er in jener Saison nicht mehr kompletter Stammspieler. Er kam zu zwei Einsätzen in der Königsklasse und zu 18 von 30 möglichen in der Primeira Liga. Bevor die Folgesaison richtig begann, gewann Ferreira bereits den portugiesischen Supercup gegen Porto. In der dann begonnenen Saison 2007/08 qualifizierte Sporting sich erneut für die Champions League. Ferreira konnte dort gegen Manchester United seinen ersten Treffer auf internationalem Boden erzielen. Nachdem man in der Gruppenphase den dritten Platz erreicht hatte, kam sein Team bis ins Viertelfinale des UEFA-Pokals, in dem man dann an den Glasgow Rangers scheiterte. Insgesamt war Ferreira wieder absolut gesetzt und spielte 28 von 30 möglichen Ligaspielen. Sporting wurde wieder Zweiter, scheiterte auch im Finale des Ligapokals, gewannen jedoch die Taça de Portugal, den Pokalwettbewerb. Im November dieser Saison wurde er zudem für die portugiesische Nationalmannschaft berufen, kam allerdings nicht zum Einsatz. Auch in der Folgesaison gewann Sporting den Supercup. Diesmal kam man auch in das Champions-League-Achtelfinale, scheiterte jedoch in beiden Spielen zusammengenommen mit 1:12 am FC Bayern München. In der Liga wurde Ferreira wieder nur Zweiter mit seiner Mannschaft und scheiterte erneut im Ligapokal-Endspiel. Zudem verlor er seinen Stammplatz an Pedro Silva. Nachdem sein Team in der Champions-League-Qualifikation scheiterte, spielten sie in der Europa League. Hier scheiterten sie im Achtelfinale knapp an Atlético Madrid. Ferreira spielte in der Saison nur in der Europa League dauerhaft, in der Liga kam er nur zu ungefähr 50 Prozent Einsatzzeit, ähnlich wie in den Pokalwettbewerben. Auch in der Saison 2010/11 spielte seine Mannschaft Europa League, kam jedoch wieder nur knapp über die Gruppenphase hinaus. In der Liga spielte er, durch die Verpflichtung von João Pereira nur noch zwölfmal, konnte jedoch zwei Tore erzielen. Gegen Ende der Saison riss er sich zudem Bänder im Knie und musste deshalb seine aktive Profikarriere im Alter von 32 Jahren beenden.

### Trainer
Nach seiner aktiven Laufbahn schlug Ferreira eine Karriere als Trainer ein. Er begann die Juniorenmannschaften seines letzten Vereins, Sporting Lissabon, zu trainieren. Im Sommer 2013 wurde er Trainer der zweiten Mannschaft in der Segunda Liga. In seiner ersten Trainersaison im Profibereich führte er sein Team zum Tabellensechsten. In der Folgesaison wurde die zweite Mannschaft unter ihm bereits Fünfter in der Liga. Zur Saison 2015/16 wurde er Trainer der zweiten Mannschaft von Sporting Braga, wo er in seiner Spielerkarriere auch schon unter Vertrag stand. In seiner ersten Saison bei Braga B wurde seine Mannschaft aber nur 16. Platz, sein Exverein aber auch nur noch Zehnter, ohne ihn als Trainer. Am 14. Spieltag der Folgesaison in der Primeira Liga wurde Ferreira als Interimstrainer bei der ersten Mannschaft eingesetzt.
Unter ihm gewann das Profiteam das Topspiel gegen Sporting Lissabon mit 1:0. Daraufhin wurde er am Ende der Saison zum Cheftrainer der ersten Mannschaft. Unter seiner Leitung kam Braga bis in die Zwischenrunde der Europa League und wurde Vierter in der Liga. In der Saison 2018/19 schaffte er es nicht mit seinem Team sich für die Europa League zu qualifizieren, führte es aber erneut auf den vierten Platz in der Meisterschaft.
Nach der Saison zahlte PAOK Thessaloniki zwei Millionen Euro, um sich die Dienste des jungen portugiesischen Trainers zu sichern. Nachdem PAOK in der Vorsaison noch Meister wurde, schaffte das Team es unter der Leitung von Ferreira nur auf den zweiten Platz. Im Pokal scheiterte er mit seinem Team im Halbfinale gegen Olympiakos Piräus gegen seinen portugiesischen Trainerkollegen.
Ende Oktober 2020 wechselte er dann zum brasilianischen Klub Palmeiras São Paulo. Wenige Monate später gewann er mit seinem Verein die Copa Libertadores 2020 und verteidigte den Titel am Samstag, 27. November 2021 im Finale gegen Flamengo Rio de Janeiro durch einen 2:1-Sieg in der Verlängerung. Das Finale fand in Montevideo, Uruguay statt. Nachdem Palmeiras im März 2022 in der Recopa Sudamericana 2022 noch Athletico Paranaense besiegen konnte, unterlag man gegen diese im September des Jahres im Halbfinale der Copa Libertadores 2022. Im November 2022 konnte Ferreira mit Palmeiras deren elften nationalen Meistertitel feiern. 2023 verteidigte Ferreira mit Palmeiras den Titel. Ferreira erhielt nicht nur aufgrund seiner Erfolge mit dem Verein, sondern auch für seine Spielweise und die psychologische Stärke Palmeiras' Anerkennung.

## Erfolge

### Als Spieler
- Portugiesischer Vizemeister: 2006, 2007, 2008, 2009

Sporting Lissabon
- Portugiesischer Pokalsieger: 2007, 2008
- Portugiesischer Supercup-Sieger: 2008, 2009

### Als Trainer
PAOK Thessaloniki
- Griechischer Vizemeister: 2019/20

Palmeiras
- Copa Libertadores: 2020, 2021
- Recopa Sudamericana: 2022
- Staatsmeisterschaft von São Paulo: 2022, 2023, 2024
- Campeonato Brasileiro de Futebol: 2022, 2023
- Supercopa do Brasil: 2023

## Auszeichnungen
- Bola de Prata – Trainer des Jahres: 2022[18], 2023[19]
- Prêmio Craque do Brasileirão – Trainer des Jahres: 2022[20]